# Nützen
Nützen là một đô thị ở huyện Segeberg, bang Schleswig-Holstein Segeberg, ở bang Schleswig-Holstein, Đức. Đô thị Nützen có diện tích 21,62 km², dân số thời điểm ngày 31 tháng 12 năm 2006 là 1172 người.